# کییچی زایزن
کییچی زایزن (انگلیسی: Keiichi Zaizen؛ زادهٔ ۱۷ ژوئن ۱۹۶۸) بازیکن فوتبال اهل ژاپن است.
از باشگاه‌هایی که در آن بازی کرده است می‌توان به باشگاه فوتبال یوکوهاما مارینوس، باشگاه فوتبال کاشیوا ریسول، و باشگاه فوتبال کونسادول ساپورو اشاره کرد.